# Mulholland Drive (film)
Mulholland Drive je americký mysteriozní filmový thriller subžánru neo-noir režiséra Davida Lynche z roku 2001. Hlavní role ztvárnili Naomi Wattsová, Laura Harringová a Justin Theroux.
Představuje surrealisticky pojatý snímek, který netvoří chronologicky souvislou dějovou linku. V závěru poskytuje mnohovrstevnatý náhled pod povrch všední reality.